# 二硅化钍
二硅化钍是一种无机化合物，化学式为ThSi2。它是钍的硅化物之一，其它硅化物还包括Th3Si2、ThSi、Th3Si5、Th6Si11等。

## 制备
二硅化钍于1905年由二氧化钍和硅在电弧中反应得到，1907年，Otto Hönigschmid由相应单质在液态铝溶剂中于1000 °C反应得到。详细的制备方法在1942年被Georg Brauer和A. Mitius报道。

## 性质及结构
二硅化钍是黑色固体，空间群P6/mmm，于二硼化铝同构。在1300 °C，其晶型由六方转为四方，空间群I41/amd。